# Atashi wa Bambi
Atashi wa Bambi (jap. あたしはバンビ) – manga autorstwa Yōko Maki. Opowiada ona o licealistce Mai i jej miłości do szkolnego kolegi.

## Fabuła
Po skończeniu gimnazjum i rozpoczęciu nauki w liceum Mai postanawia rozpocząć życie na nowo. Zakończeniem tej przemiany ma być zakochanie się i zdobycie miłości ukochanego Sena. Jednak wybranek Mai nie wydaje się być nią zainteresowany. Kiedy Mai wydaje się, że wszystko się ułoży, na scenę wkracza Yaezō, przyjaciel Sena.

## Bohaterowie
- Mai Yoshimura (吉村 麻衣 Yoshimura Mai)
- Sen Ishigan (石垣 泉 Ishigan Sen)
- Yaezō Azuma (東 八重蔵 Azuma Yaezō)